# Modular (banda)
Modular es una banda argentina de indie pop fundada en la ciudad de Buenos Aires en el año 2000 por Mariana Badaracco y Pablo Dahy.

## Historia
En el año 2000 se formó Modular, nombre tomado del mítico sintetizador analógico "Moog modular" que a finales de los años 60´s y principios de los 70´s originó lo que se denominó "Moog Records" o discos de "Moog Music". En su música se combinan aires de espíritu retrofuturista y fantástico salpicado con toques kitsch. Retoman la mezcla de ingenuas referencias espaciales con sonidos nostálgicos de los años sesenta, del pop psicodélico, del easy listening, música de series y películas de los años 60´s y 70´s , grooving bossa lounge, pop orquestal, sunshine pop, electrónica vintage, pop americano pre años 1950, bubblegum, krautrock , folk barroco, entre otros estilos. En su laboratorio preparan un cóctel de sonidos cósmicos utilizando el estudio de grabación a modo de máquina del tiempo para trasladarse a distintas décadas. Para recrear los sonidos de la época utilizan viejos instrumentos analógicos combinados con tecnología digital y técnicas de orquestación y grabación utilizadas en los años 60´s.

## Miembros
- Mariana: voz, vocoder, moog, farfisa
- Pablo: guitarra
- Diego: batería
- Marcos: bajo
- Gabriel: trompeta, vibráfono

## Discografía

### Álbumes
- Fecundidad del Cosmos (2003)
- Viaje por el Planeta del Pasto (2004)
- El Triángulo de las Bermudas (2006)
- Microfilms (2008)
- Fantasías de un robot psicodélico (2009)[2]
- Sinfonías Para Terrícolas (2011)
- Fuga al Paraíso (2016)

### Videoclips
- Playa Biquini (2009, Nazim Moisés)[3]

### Compilaciones
- "Flasheando", CANCIONES PEGAJOSAS (Zonaindie, Argentina, 2005)[4]
- “Perdidos en el Espacio”, V.A. MEZCLADITOS DE KIDART (Kidart Corp, Argentina, 2006)[5]
- “Playa Bikini”, WHEN YOU COME BRING THE SUN (CD, Elisabett.de, Alemania, 2007)[6]
- “Encapsulados”, PORQUE ESTE OCÉANO ES EL TUYO, ES EL MÍO (CD, midsummer madness, Brazil, 2007)[7]
- “Femme Fatale”, Tributo Argentino a The Velvet Underground & Nico (2009)[8][9] Review en página 12